# Halpern Leivick
Halpern Leivick (Igumen, 25 dicembre 1888 – New York, 23 dicembre 1962) è stato uno scrittore russo in lingua yiddish. Firmava i suoi lavori come H. Leivick (in ebraico ה. לייוויק‎?).
Nato nell'odierna Bielorussia ricevette la tradizionale educazione ebraica e divenne istruttore privato e scrivano.
Seguace del movimento socialista ebraico fu arrestato più volte prima di finire deportato in Siberia. Riuscì ad evadere dai lavori forzati e fuggire attraverso l'Europa fino ad arrivare negli Stati Uniti (1914) dove si unì a dei conoscenti. Colpito dalle sommosse arabe del 1929 prima e dall'olocausto poi, si reca in pellegrinaggio in Israele e in Germania in visita agli ebrei liberati dai campi di concentramento.
Le prime opere scritte risalgono al 1919 con la pubblicazione di una raccolta di canti. Ma la notorietà di Leivick è dovuta al poema Golem del 1921, che narra di un automa animato di un rabbino praghese che sfugge al suo controllo.